# Felix Brodtbeck
Felix Brodtbeck (* 3. November 1909 in Liestal; † 3. April 1982 in Basel) war ein Schweizer Chorleiter und Organist.

## Leben
Felix Brodtbeck entstammte einer alteingesessenen Liestaler Familie und wuchs in Oberwil auf. Am Basler Konservatorium studierte er Orgel bei Adolf Hamm, Gesang bei Arthur Althaus, Musiktheorie bei Gustav Güldenstein und Dirigieren bei Hans Münch; Studienaufenthalte führten ihn nach Berlin zu Paul Lohmann sowie nach Leipzig zu Günther Ramin.
1933 trat er in Basel seine erste Organistenstelle an der St.-Jakobs-Kirche an, bevor er an die Johanneskirche wechselte. Hier war er bis zu seinem Tod insgesamt 46 Jahre lang tätig. Ausserdem spielte Brodtbeck während dreier Jahrzehnte an über 20'000 Abdankungen auf dem Friedhof am Hörnli. Von 1955 bis 1974 unterrichtete er als Orgellehrer an der Allgemeinen Musikschule.
1943 begann Brodtbeck, verschiedene Chöre in der Region Basel zu leiten, u. a. den Kirchenchor der Peterskirche (heute Kantorei St. Peter), den Männergesangverein Kleinbasel, den Reveille-Chor der Basler Liedertafel sowie die Männerchöre Gundeldingen und Pratteln. 1944 trat er dem Nordwestschweizerischen Chordirigentenverband (heute Verband Chorleitung Nordwestschweiz) bei und amtete 1947 bis 1958 als Kassier, danach bis kurz vor seinem Tod 1982 als Präsident.